# Lewis Richards (cầu thủ bóng đá)
Lewis Richards (sinh ngày 15 tháng 10 năm 2001) là một cầu thủ bóng đá hiện đang chơi cho câu lạc bộ Harrogate Town, theo dạng cho mượn từ Wolverhampton Wanderers.